# Bgadkfat
Het woord bgadkfat (of ook wel bgdkft, begadkefat, begadkepat) is een ezelsbruggetje dat bedacht is voor de groep Hebreeuwse letters ת,פ,כ,ד,ג,ב, de zogenaamde bgadkfat-letters.
Het kenmerkende aan deze letters is dat ze kunnen voorkomen met of zonder dagesj, een punt in het midden. De aanwezigheid van een dagesj geeft een harde uitspraak aan, de afwezigheid een zachte (gespirantiseerde).